# Alicja Szweykowska
Alicja Szweykowska (ur. 12 stycznia 1926 w Inowrocławiu, zm. 8 listopada 2002 k. Wieruszowa) – polska uczona, botanik, fizjolog i morfolog roślin, profesor nauk biologicznych.

## Życiorys
Alicja Szweykowska urodziła się 12 stycznia 1926 roku w Inowrocławiu. Była żoną Jerzego Szweykowskiego, z którym miała dwoje dzieci: Marię Szweykowską-Muradin oraz Zofię Szweykowską-Kulińską.
Zmarła 8 listopada 2002 r. k. Wieruszowa. Spoczywa na Cmentarzu Komunalnym
nr 1 Miłostowo w Poznaniu.

## Kariera naukowa
Studia przyrodnicze rozpoczęła na tajnym Uniwersytecie Jagiellońskim w 1944 r., a ukończyła w 1948 na Uniwersytecie Poznańskim (dziś Uniwersytet im. Adama Mickiewicza) uzyskując tytuł magistra filozofii. W trakcie studiów rozpoczęła pracę w Katedrze Botaniki Ogólnej, a w latach 1961–1978 pełniła funkcję jej kierownika. Szweykowska poza kierowaniem Katedrą pełniła funkcję prodziekana ds. studenckich w latach 1962–1966. W 1969 uzyskała tytuł profesora nauk przyrodniczych. W latach 1969–1981 pełniła funkcję zastępcy dyrektora ds. naukowych w Instytucie Biologii. W latach 1978–1988 kierowała Zakładem Fizjologii Roślin.

## Zainteresowania naukowe i osiągnięcia
Przedmiotem badań Szweykowskiej były mechanizmy działania regulatorów wzrostu i morfogenezy roślin, szczególnie interesowała się rolą cytokinin.
Wypromowała 72 magistrantów i 12 doktorantów, była recenzentem 22 rozpraw doktorskich oraz 20 rozpraw habilitacyjnych.
Opublikowała wiele prac naukowych oraz książek. Była autorką m.in. Fizjologii roślin oraz dwutomowej Botaniki, którą napisała wraz z mężem Jerzym Szweykowskim.
Poza pisaniem publikacji była członkiem redakcji czasopisma Acta Physiologiae Plantarum.

## Członkostwo
Alicja Szweykowska była m.in. członkiem Komitetu Botaniki oraz Komitetu Fizjologii, Genetyki i Hodowli Roślin Polskiej Akademii Nauk.

## Wyróżnienia
W 1995 roku została wyróżniona Medalem im. Władysława Szafera. Medal przyznawany jest autorom prac z zakresu botaniki, odznaczających się wybitną wartością naukową.